# Mala Sugubina
Mala Sugubina (en serbe cyrillique : Мала Сугубина) est un village de Serbie situé dans la municipalité de Trstenik, district de Rasina. Au recensement de 2011, il comptait 265 habitants.

## Démographie
| 1948 | 1953 | 1961 | 1971 | 1981 | 1991 | 2002 | 2011 |
| ---- | ---- | ---- | ---- | ---- | ---- | ---- | ---- |
| 529  | 540  | 533  | 498  | 442  | 404  | 333  | 265  |

|  |